# Windbalea viride
Windbalea viride é uma espécie de insecto da família Tettigoniidae.
É endémica da Austrália.